# Regelstudienzeit
Die Regelstudienzeit (auch Regelzeit, in Österreich auch Mindeststudienzeit) ist die Semesterzahl, die bis zum Abschluss eines Vollzeitstudiengangs nach der Prüfungs- oder Studienordnung eines Studiengangs an der jeweiligen Hochschule vorgesehen ist. Sie war als Rechtsanspruch für Studenten gedacht, um nicht während ihres Studiums die Streichung ihres Faches aus dem Angebot der Universität befürchten zu müssen. Die tatsächliche individuelle Studienzeit kann der Regelstudienzeit entsprechen oder sie unter- bzw. überschreiten.
Die Regelstudienzeit wird weitgehend durch die Hochschulgesetzgebung geregelt.

## Länge der Regelstudienzeit

### Bachelor
Bachelorstudiengänge haben an deutschen Universitäten zumeist eine Regelstudiendauer von 6 Semestern, an Fachhochschulen und Musikhochschulen (Bachelor of Music) meistens 8 Semester. Bachelorabschlüsse mit 9 Semestern sind ebenfalls zulässig. An Fachhochschulen in den Niederlanden haben Bachelor-Studiengänge grundsätzlich eine Regelstudienzeit von 4 Jahren.

### Master
Masterstudiengänge setzen einen ersten Hochschulabschluss voraus und haben eine Regelstudiendauer von 2 bis 4 Semestern.
Konsekutive Masterstudiengänge bilden zusammen mit einem entsprechenden Bachelor einen konsekutiven Studiengang. Sie verleihen einen konsekutiven Mastergrad (M.A., M.Sc., M.Eng., LL.M.) nach insgesamt 10 Semestern Regelstudienzeit (bzw. 300 ECTS-Punkten) mit dem vorausgehenden Bachelor. Das bedeutet, dass beispielsweise an einen sechssemestrigen Bachelor ein viersemestriger Master angeschlossen werden muss oder an einen siebensemestrigen Bachelor ein dreisemestriger Master.
Nicht-konsekutive und weiterbildende Masterstudiengänge basieren nicht auf einem vorangegangenen Bachelor und müssen andere Abschlussbezeichnungen als konsekutive Masterstudiengänge verleihen, wenn sie nicht wie diese 10 Semester Gesamtregelstudienzeit erfordern.

### Magister und Diplom
Bei Magister- und universitären Diplom-Studiengängen beträgt die Regelstudienzeit in Betriebswirtschaftslehre und Volkswirtschaftslehre 8 Semester, in Geisteswissenschaften meist 9 Semester und in Ingenieur- und Naturwissenschaften meist 10 Semester.
In Nordrhein-Westfalen gibt es gestufte Diplomstudiengänge an ehemaligen Gesamthochschulen, d. h. man kann nach 7 Semestern mit dem Diplom I oder nach 9 mit dem Diplom II abschließen. Das Kasseler Modell verfolgt einen ähnlichen Ansatz (nach 7 Semester Diplom I, anschließend dreisemestriges Vertiefungsstudium).
Diplom-Studiengänge an Fachhochschulen haben meist eine Regelstudienzeit von 8 Semestern, wobei in der Regel mindestens ein Praxissemester enthalten ist. Studiengänge an Berufsakademien haben meist eine Regelstudienzeit von 6 Semestern, wobei die Hälfte der Studienzeit im Unternehmen durchgeführt wird.

### Promotion
Für Promotionsstudiengänge gibt es in Deutschland meist keine Regelstudienzeit. Relevant für den Promovierenden sind eher die Vertragsdauer der Anstellung oder die Förderungsdauer eines Stipendiums. In Österreich beträgt die Regelstudienzeit für ein Doktoratsstudium 6 Semester (180 ECTS).

## Studiendauer
Die Regelstudienzeit unterscheidet sich mitunter deutlich von der tatsächlichen Studiendauer. So wird zum Beispiel die Regelstudienzeit für den Diplom-Studiengang Volkswirtschaftslehre an der Universität Köln mit 9 Semestern angegeben – die durchschnittliche tatsächliche Zeit beträgt jedoch 15,8 Semester. Der Grund für diesen Unterschied liegt darin, dass bei der Regelstudienzeit von idealisierten Bedingungen ausgegangen wird, die dann in der Praxis häufig nicht gegeben sind. So sind Gründe für ein Langzeitstudium z. B. überfüllte Seminare und Vorlesungen, gleichzeitige Termine von Pflichtveranstaltungen, der Ausfall von Kursen oder zeitlicher Aufwand für eine Nebentätigkeit zur Finanzierung des Studiums und des Lebens. Auch Unterschiede in Begabung und Motivation kann erhebliche Auswirkungen auf die Studienzeit haben, durch spätere oder wiederholte Prüfungen.